# Manu Baqueiro
Manuel Dapena López de Sá (Madrid, 20 de abril de 1978), más conocido como Manu Baqueiro, es un actor español conocido principalmente por su papel de Marcelino «Marce» Gómez en Amar en tiempos revueltos y Amar es para siempre.

## Biografía
Nació el 20 de abril de 1978 en Madrid, hijo del abogado y político Manuel Dapena Baqueiro, del que toma su nombre artístico, y de la abogada Julia López de Sá Fernández. Es tataranieto del político Eduardo Bassave Rodríguez de Alburquerque, primer marqués de San Eduardo.
Es hermano mayor del también actor Alfonso Bassave por parte de madre (López de Sá) y primo segundo de Eduardo Mas López de Sa, aristócrata y noble español, actual marqués de San Eduardo.
Una vez que finalizó sus estudios de bachillerato, ingresó en la Universidad Complutense de Madrid donde se licenció en Derecho. A pesar de trabajar durante un año en este campo, Baqueiro decidió probar suerte en el mundo de la interpretación. Para ello reemprendió los estudios. 
Entre 2000 y 2004 asistió a clases para actores en el Estudio de Eduardo Recabarren que completó con un seminario de voz con Raquel Pérez (2003), otro de improvisación con la misma profesional acompañada de Nathalie Pinot; un curso de cuerpo con Jesús Amate y un seminario de interpretación en Reino Unido en The Sheffield Drama School. Mientras concluía esa formación se ganaba la vida con trabajos de producción que compaginaba con su carrera como actor. Gracias a su conversión en rostro familiar de la pequeña pantalla, Baqueiro ha podido participar en campañas de moda para el suplemento del periódico El País, y participar en cortometrajes con fines benéficos como Busco (2005).
En 2005 ficha por Amar en tiempos revueltos, serie diaria de TVE para interpretar a Marcelino Gómez, tras su fin en el año 2012, se anuncia su participación en la continuación de la serie bajo el nombre de Amar es para siempre para Antena 3.
En 2022 forma parte de la séptima edición de MasterChef Celebrity, siendo duelista final junto con Lorena Castell.
En febrero de 2025 se confirmó su participación como concursante de la duodécima temporada del programa Tu cara me suena de Antena 3. Ese mismo año protagoniza la serie Perdiendo el juicio para Antena 3 junto con Elena Rivera.

## Filmografía

#### Series de televisión
| Año       | Título                                     | Personaje                    | Canal                  | Notas          |
| --------- | ------------------------------------------ | ---------------------------- | ---------------------- | -------------- |
| 2004      | La sopa boba                               |                              | Antena 3               | 1 episodio     |
| 2005-2012 | Amar en tiempos revueltos                  | Marcelino "Marce" Gómez Díaz | TVE                    | 1707 episodios |
| 2008      | 700 euros, diario secreto de una call girl | Diego                        | Antena 3               | 1 episodio     |
| 2013-2024 | Amar es para siempre                       | Marcelino "Marce" Gómez Díaz | Antena 3               | 2829 episodios |
| 2020-2021 | Luimelia                                   | Marcelino "Marce" Gómez Díaz | Atresplayer            | 2 episodios    |
| 2024      | ¿A qué estás esperando?                    | Dani                         | Atresplayer / Antena 3 | 3 episodios    |
| 2025      | Perdiendo el juicio                        | Gabriel Ochoa                | Atresplayer / Antena 3 | 10 episodios   |

#### TV Movies
| Año  | Título                                                    | Personaje                    | Canal |
| ---- | --------------------------------------------------------- | ---------------------------- | ----- |
| 2008 | Amar en tiempos revueltos: Flores para Belle              | Marcelino "Marce" Gómez Díaz | TVE   |
| 2009 | Amar en tiempos revueltos: ¿Quién mató a Hipólito Roldán? | Marcelino "Marce" Gómez Díaz | TVE   |
| 2010 | Amar en tiempos revueltos: Alta traición                  | Marcelino "Marce" Gómez Díaz | TVE   |
| 2011 | Amar en tiempos revueltos: La muerte a escena             | Marcelino "Marce" Gómez Díaz | TVE   |

#### Programas

##### Como concursante
| Año  | Título                 | Función                       | Canal    |
| ---- | ---------------------- | ----------------------------- | -------- |
| 2022 | MasterChef Celebrity 7 | Concursante - 2.º Finalista   | TVE      |
| 2025 | Tu cara me suena 12    | Concursante - 8.º clasificado | Antena 3 |

##### Como invitado
| Año  | Título                 | Función  | Canal     |
| ---- | ---------------------- | -------- | --------- |
| 2012 | La hora de José Mota   | Actor    | TVE       |
| 2022 | Lorenavidad            | Invitado | RTVE Play |
| 2023 | Pasapalabra            | Invitado | Antena 3  |
| 2023 | 25 palabras            | Invitado | Telecinco |
| 2023 | Vamos a llevarnos bien | Invitado | TVE       |
| 2023 | Más vale sábado        | Invitado | La Sexta  |
| 2024 | Tu cara me suena 11    | Invitado | Antena 3  |

### Largometrajes
- The Tester, como Iván. Dir. Fernando Núñez Herrera (2005)
- Historias de Lavapiés, como un detective. Dir. Ramón Luque (2014)
- Pancho, el perro millonario, Dir. Tom Fernández (2014)

### Cortometrajes
- Ana y Leila, Dir. Juan Carlos Ballesteros (2001)
- Terapia antiestrés, Dir. Juan Carlos Ballesteros (2002)
- Así fue, como Pedro. Dir. Jorge Munar (2003)
- Olvidó como se caminaba, como David. Dir. Lara Gómez (2004)
- Busco, como Sergio. Dir. Arturo Turón (2006)
- Pareja, Dir. Rodrigo Sorogoyen (2006)

### Teatro
- Homo Sappiens, en el Café Teatro (1999)
- La voz del viento, musical (2000)
- No te bebas el agua, Dir. Woody Allen/Sandra Díaz Aguado (2001)
- Las trapacerías de los comediantes, Dir. Óscar Velasco (2002)
- Art, en el Café Teatro (2003)
- 20 años no es nada, Dir. Eduardo Recabarren (2004)
- La ratonera, Dir. Víctor Conde (2010-2011)
- Al final de la carretera, de Will Russell. Dir. Juan Carlos Rubio (2014-2016)
- El Plan. 2016-2017. Director Ignasi VidaL.
- El cíclope y otras rarezas de amor, Dir. Ignasi Vidal (2017-2018)
- O Electo. Dir. Cándido Pazó. 2019

### Publicidad
- Don Limpio, detergente. Publicidad incluida en los intermedios de emisión de Amar es para siempre en Antena 3 (2014-2015)
- Flora, mantequilla. Publicidad incluida en los intermedios de emisión de Amar es para siempre en Antena 3 (2015)
- Dentix, seguro dental. Publicidad incluida en los intermedios de emisión de Amar es para siempre en Antena 3 (2015-2016)